# Vertigo (мини-альбом)
Vertigo — пятый мини-альбом Lil Peep в сотрудничестве с продюсером Джон Мелло, выпущенный 19 декабря 2015 года.

## История
Записи мини-альбом Vertigo проходили в спальне Lil Peep, в его квартире на Лонг-Айленде.
5 марта 2020 мини-альбом был переиздан на всех платформах.

## Список треков
| №                   | Название                | Автор(ы)                             | Продюсеры             | Длительность |
| ------------------- | ----------------------- | ------------------------------------ | --------------------- | ------------ |
| 1.                  | «Drugz»                 | Густав Ар Джон Мелло                 | Джон Мелло            | 2:19         |
| 2.                  | «M.O.S. [battery full]» | Густав Ар Джон Мелло Даниэль Барретт | Джон Мелло            | 2:26         |
| 3.                  | «Shiver»                | Густав Ар Hector Vaé Джон Мелло      | Hector Vaé Джон Мелло | 2:22         |
| 4.                  | «Come Around»           | Густав Ар Джон Мелло Даниэль Барретт | Джон Мелло            | 2:39         |
| Общая длительность: | Общая длительность:     | Общая длительность:                  | Общая длительность:   | 9:46         |